# Maurice Loutreuil
Maurice Albert Loutreuil (Montmirail (Sarthe), 16 marzo 1885 – Parigi, 21 gennaio 1925) è stato un pittore francese.

## Biografia

### Una giovinezza caotica (1885-1909)
Figlio d'un assistente notaio, Maurice Loutreuil perse sua madre il 13 aprile del 1885. Venne quindi affidato sino al 1889 ai nonni a Chérancé. Fece i suoi studi al Liceo di Le Mans e fallì l'esame di Maturità a 15 anni. Nel 1901 lavorò come collaboratore di suo padre, notaio a Noyen-sur-Sarthe per poi divenire assistente notarile nel 1904 e lavorare come tale fino al 1909. Ma nel maggio del 1904 suo padre morì e Loutreuil venne riformato alla visita militare per una tubercolosi diffusa.
Dal 1906 al 1909, dopo il lavoro frequentò i corsi serali di pittura di Jules Hervé-Mathé a Le Mans, dimostrando notevoli attitudini; le più vecchie testimonianze di questo periodo di prima attività artistica sono delle caricature firmate con lo pseudonimo di « Naresco ».

### Un pittore maledetto: dal 1909 al 1925

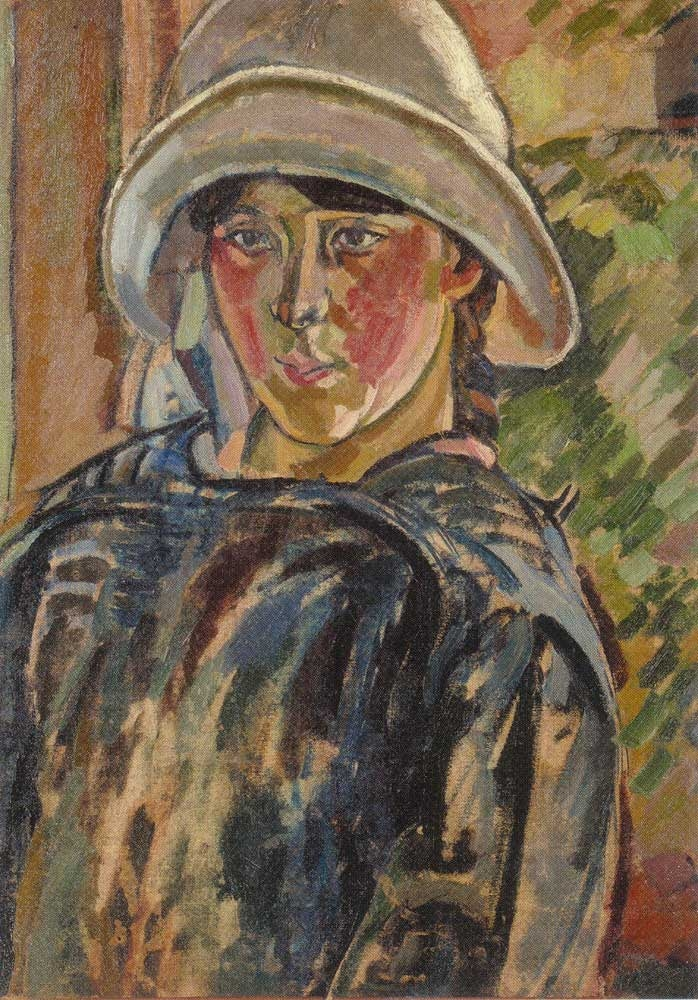
La Bellevilloise au chapeau blanc

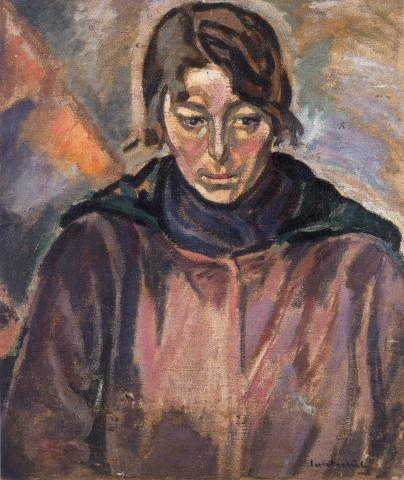
Bellevilloise

Nel 1909, lasciò Le Mans per Parigi e seguì i corsi di Ferdinand Humbert. Per sostentarsi fece il caricaturista per Pêle-Mêle, Sourire, Indiscret. In settembre fece l'assistente del notaio Dousset e in ottobre si impiegò presso la "Société de Raffinerie de pétrole" di Lilla e Bonnières.
A maggio del 1910 ricevette una sovvenzione annuale di 500 franchi dal dipartimento della Sarthe, rinnovabile fino al 1914.
Nel 1911, fece l'esame per entrare all'École des beaux-arts, ma non fu ammesso.
S'interessò di scultura e di musica. Lesse molto sui grandi compositori classici. Dirà, del resto, in una lettera al fratello Arsène, notaio a Mamers:

«Ho un'immensa fame di musica e voglio farne in pittura. Credo che su questo tema ci sia molto da fare ... ».
Nel 1913 realizzò finalmente la sua prima commissione da pittore: un affresco per il padiglione francese dell'Esposizione di Gand, assieme a Marcel Chotin, e propose alcune opere al "Salon d'Automne".
Nel 1914, conobbe il pittore André Masson nell'atelier di affreschi di Paul Baudoüin. Grazie a una borsa di studio di 300 franchi per studiare gli affreschi della Toscana per un mese, i due partirono assieme per l'Italia. Allo scoppio della prima guerra mondiale Loutreuil scrisse a Rodin il 21 settembre affinché «suscitasse un movimento universale per un'azione umanitaria degli artisti nei confronti della guerra, per poterne arrestare gli effetti funesti.».  Nonostante fosse stato esentato da ogni tipo di servizio militare, Loutreuil venne dichiarato "adatto al combattimento" dal Consiglio di Revisione di Parigi. Renitente e ribelle, lasciò la Francia per l'Italia. Giunse a Roma il 27 dicembre e la visitò per tre mesi, apprezzandone vivamente i monumenti e le opere d'arte. Quindi si portò in Sardegna, dove sbarcò il primo marzo 1915 e dove lavorò per un anno con la convinzione che il suo dovere era nella pittura e non in guerra: « Amo il mio paese e lo servo a modo mio ». A fine gennaio 1916 arrivò a Napoli e venne denunciato come disertore e spia, quindi arrestato il 4 marzo. Espulso dall'Italia, fu consegnato alla polizia francese e incarcerato a Marsiglia, nel Forte San Nicolas. Dovette la sua salvezza al rapporto medico, perché in base ad esso fu rilasciato nel dicembre del 1916 con la diagnosi di « follia ragionante di tipo sociale ».
Loutreuil partì per la Tunisia il primo gennaio del 1917 e vi restò un anno. Nel gennaio 1918, assieme a Masson, si fermò a Cagnes, quindi a Martigues. Tornato a Parigi conobbe Suzanne Dinkespiller, anche lei pittrice, e se ne innamorò. Questa passione fece nascere in lui una grande speranza, ma in breve tutto finì, poiché Suzanne gli fece capire che fra di loro non sarebbe mai nato nulla. Questo rifiuto lo lasciò profondamente deluso e cadde nel più cupo abbattimento per lunghi periodi. Nel 1919, sempre in compagnia di André Masson, raggiunse Pinchus Krémègne a Céret.
Tornò a Parigi alla fine dell'anno, e iniziò a frequentare il quartiere di Montparnasse, le sue accademie di pittura e i suoi Caffè; realizzò in quel periodo numerosi disegni di Isadora Duncan, che mostrano il suo gusto per il movimento. In quel periodo Loutreuil si accostò anche agli ambienti anarchici, dove venne chiamato "il russo", forse perché aveva gli occhi azzurri ed era molto fatalista......ma soprattutto perché molti dei suoi amici della "Scuola di Parigi" erano stranieri ed in particolare slavi.

Nel 1921, dal 16 al 28 febbraio, espose alcuni lavori (8 tele, alcuni acquarelli e dei disegni) al "Salon de l'Œuvre Anonyme" - di cui fu il fondatore assieme a Charles Vildrac, e che riunirà un centinaio di artisti alla galleria Devambez di Parigi - e in seguito, a maggio e a giugno, alla "Boutique de l'Encrier", al 74 di rue du Bac. Partecipò inoltre al gruppo cooperativo di artisti dell'"Encrier", istituito, fra gli altri, da Roger Dévigne, Louis Jouvet, Bernard Marcotte e dal poeta Jacques Robertfrance. Un suo schizzo comparve nel numero 12 della rivista L'Encrier.
Nel 1922, grazie a ciò che gli restava dell'eredità, poté comprarsi una piccola casa con giardino nel quartiere di Belleville, di fronte al Pré-Saint-Gervais.
Ma, poiché i suoi quadri si vendevano molto poco, decise ben presto di affittare la casa e di sistemarsi nell'atelier di legno che si era costruito in giardino con delle tavole.

La sua prima mostra personale aprì nel 1922 nella sede della rivista "Montparnasse". Seguì un viaggio e un soggiorno a Berlino, da cui riportò dei lavori importanti che espose al "Salon d'Automne" dello stesso anno.
Nel 1923, fece amicizia con il pittore Christian Caillard, nipote di Henri Barbusse, con Irène Champigny e Eugène Dabit. Costantemente attratto dai viaggi, nel gennaio del 1924 partì per il Senegal dove « dipinse con la preoccupazione di evitare il colore locale, per non riportare indietro dei quadri troppo convenzionali ! ». Tornò a Parigi in marzo, sfinito, e ritrovò serenità e stabilità nella profonda amicizia che lo legava a Christian Caillard, Irène Champigny e Eugène Dabit. Il suo stato di salute era però allarmante e a novembre dovette essere ricoverato. Ma era ottimista: le sue opere si vendevano ormai bene e la sua fama si era diffusa: alcuni collezionisti avevano fino a dieci delle sue tele.
All'inizio di dicembre il suo atelier prese fuoco, e solo l'intervento dell'amico Caillard riuscì a salvare la maggior parte dei quadri. Nel frattempo le sue condizioni precipitarono e, proprio quando il suo futuro sembrava schiarirsi, una cirrosi epatica di origine virale contratta in Senegal lo stroncò nel 1925 all'Ospedale Broussais di Parigi. Morì solo, prima di compiere 40 anni e fu sepolto nel cimitero di Chérancé nella Sarthe.
Maurice Loutreuil lascia un'opera possente, caratterizzata da un tocco vivo e strutturata da una gamma cromatica audace per i suoi verdi e per le tonalità brune rinvigorite dal rosso, nonché da sfumature sottili di blu-grigio. Loutreuil era particolarmente attirato dai giochi di luce e di controluce. La sua opera, per la qualità e per il numero di lavori è assai rara: soltanto 335 oli sono stati referenziati dall'esperto Jean-François Levantal.

## Galleria d'immagini

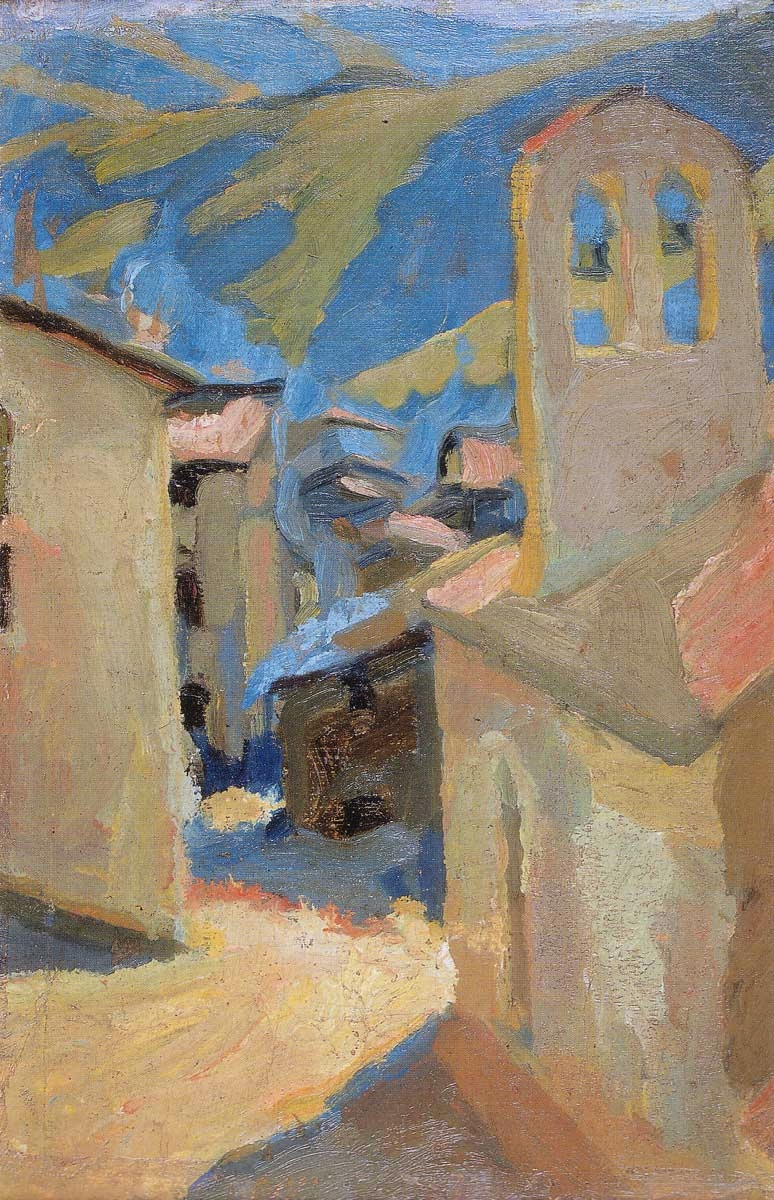
Cappella
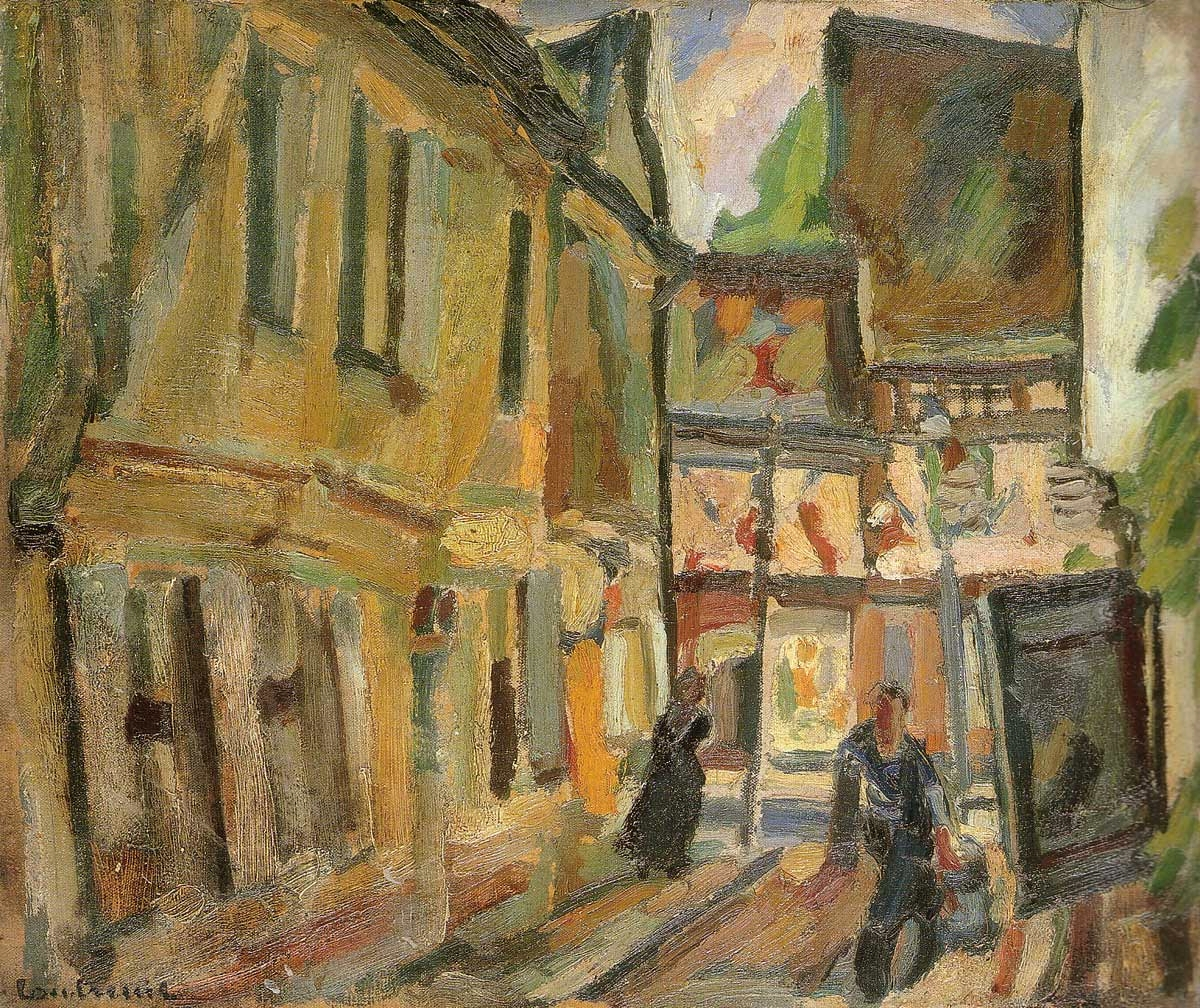
Strada
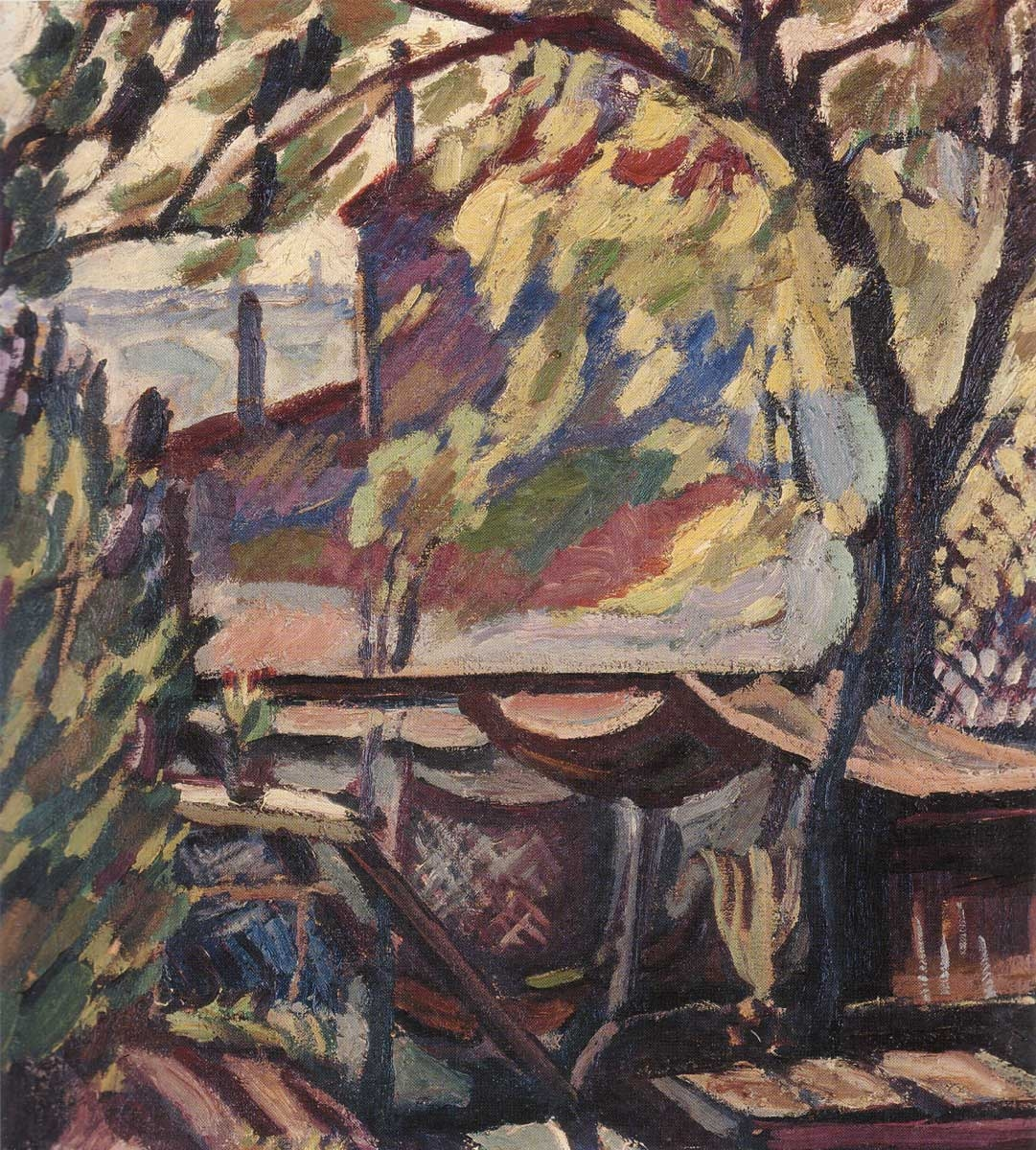
Giardino
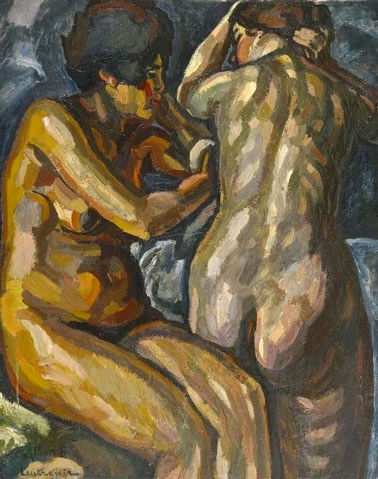
Bagnanti
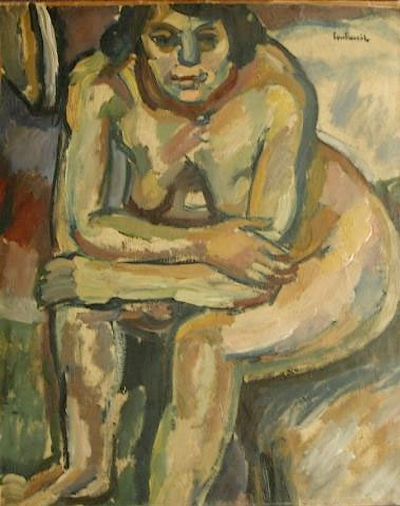
Nudo

## Esposizioni
- Galleria di Nevers, Parigi, 1976, 1979
- Museo d'Arte e Storia di Saint-Denis, 1985
- Museo di Tessé, Le Mans, 1986, 2006
- "Salon d'Automne" al Grand Palais, Parigi, 1988
- Palazzo Carnolès, Mentone, 1989
- Museo Bourdelle, Parigi, 1994
- Museo d'arte moderna, Ceret, 2007
- Galleria Odile Oms, Ceret
- Galleria Malaquais, Parigi
- Galleria Ut Pictura, Parigi/Perpignano

## Altri progetti

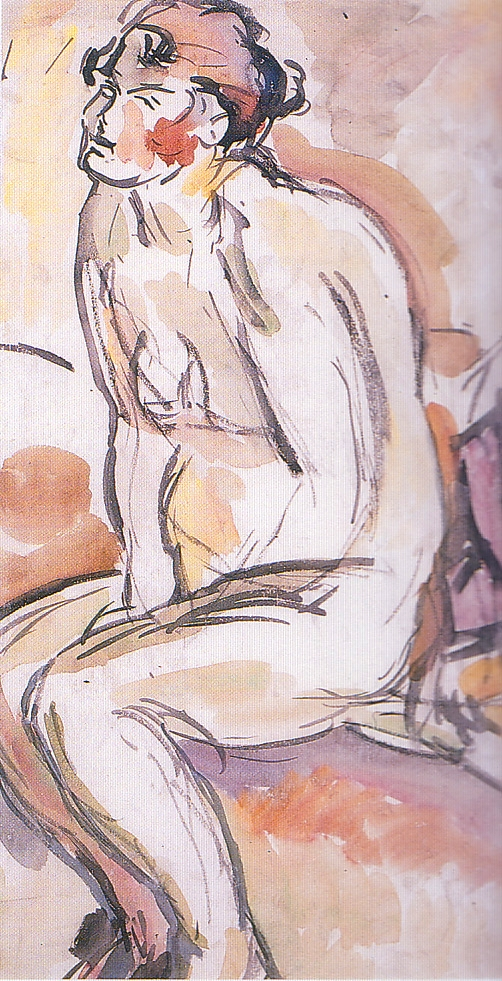
Nudo seduto